# Jan Borreman
Jan Borreman, oppure Borman o Borremans (XV secolo – XVI secolo), è stato uno scultore fiammingo; le sue opere si caratterizzarono per uno stile tardo gotico e si diffusero non solamente nei Paesi Bassi, ma anche, nell'Europa settentrionale.

## Biografia

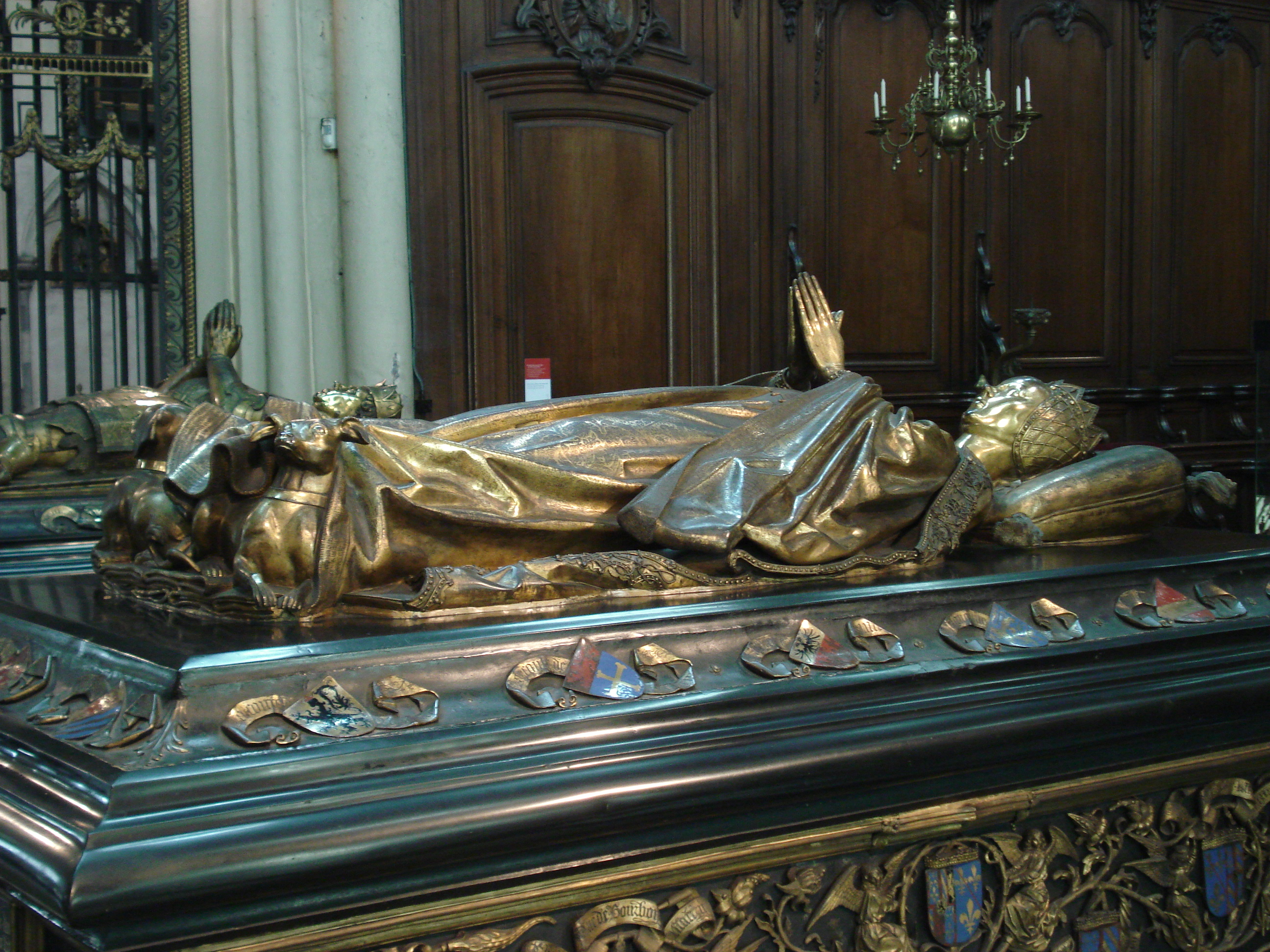
Monumento funebre di Maria di Borgogna, chiesa di Nostra Signora di Bruges

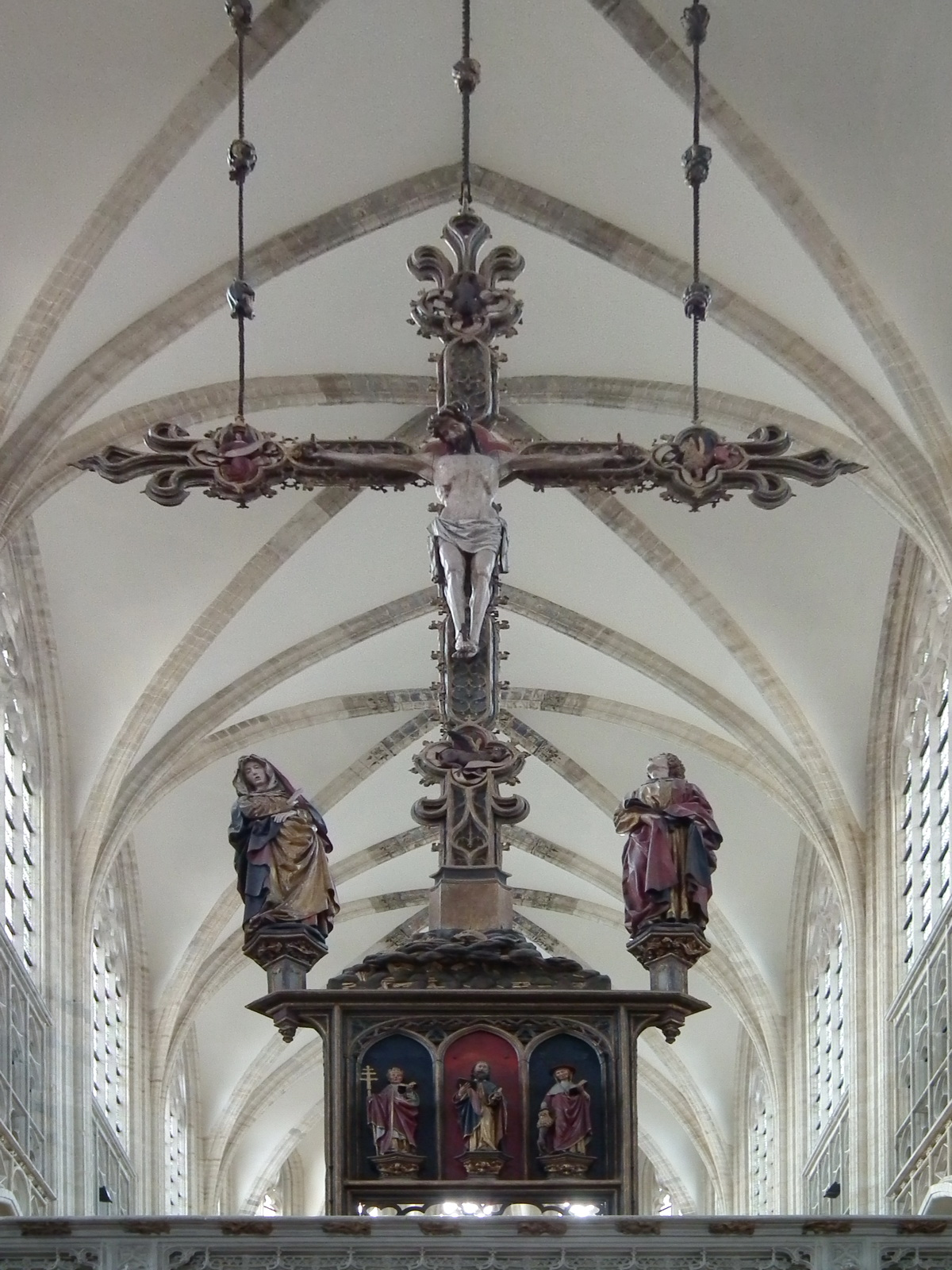
Crocefisso, collegiata di San Pietro a Lovanio

Borreman nel 1479 divenne cittadino di Bruxelles, oltre che membro della corporazione Steenbickeleren, che riuniva scalpellini, muratori, scultori e operai dell'ardesia.
Risultò attivò in Belgio, in Germania e in Svezia.
I suoi lavori furono soprattutto opere in legno dipinto, realizzate con gusto tipicamente fiammingo.
Borreman lavorò prevalentemente su ordinazione aiutato, talvolta, da Jan Petercels.
La cooperazione con Petercels è documentata nel 1510, quando la Confraternita del Santissimo Sacramento di Turnhout commissionò ai due artisti di realizzare una pala d'altare sul tema dell'Ultima Cena.
Tra le sue opere principali si possono menzionare il San Giovanni Evangelista per la chiesa di San Giacomo a Lovanio (1491); l'altare con il Martirio di san Giorgio (1493), attualmente nel Museo di Antichità di Bruxelles, ritenuta la sua opera più significativa; la Crocefissione per la chiesa di San Sulpizio a Diest (1494); un altare nella chiesa di Santa Maria a Lubecca (1518) e le Storie della Passione per l'altare della parrocchiale di Güstrow (1522).
Il Martirio di san Giorgio, opera firmata e contenente segni distintivi della città di Bruxelles, si distingue per la non policromia; raffigura le numerose torture subìte da san Giorgio, nonché la sua decapitazione.
Borreman scolpì il Martirio di san Giorgio con tanto realismo e con una originalità stilistica evidenziata dalla disposizione spaziale e concentrica delle figure attorno al personaggio principale, esprimendo elementi rinascimentale, anche se il suo insieme è ancora di stile tardogotico.
Un'altra opera importante di Borreman fu la tomba tardogotica della duchessa Maria di Borgogna, moglie di Massimiliano I d'Asburgo, attualmente situata nel coro della chiesa di Nostra Signora di Bruges, realizzata intorno al 1495-1502.
La tomba è il frutto della collaborazione tra diversi artigiani: il modello in legno fu creato da Jan Borreman, che venne aiutato da un gruppo di artisti, tra i quali il produttore di oggetti di rame di Bruxelles, Renier van Thienen e l'orafo di Bruxelles Pieter de Beckere. Il monumento funebre è un capolavoro di naturalismo, in particolare per l'espressione facciale e la raffigurazione della figura sdraiata. I due lati laterali del sarcofago sono decorati con alberi genealogici, realizzati in rame, la cui flessibile simmetria dei rami dispiegati circonda ornati scudi di smalto, sostenuti dagli angeli.
L'elemento religioso principale è costituito dalle figure dei quattro evangelisti in costume medievale.

## Opere principali
- San Giovanni Evangelista per la chiesa di San Giacomo a Lovanio (1491);
- Altare con il Martirio di san Giorgio ora al Museo di Antichità di Bruxelles (1493);
- Crocefissione della chiesa di San Sulpizio a Diest (1494);
- Altare nella chiesa di Santa Maria a Lubecca (1518);
- Storie della Passione per l'altare della parrocchiale di Güstrow (1522).